# GAZ-AA
Der GAZ-AA (russisch ГАЗ-АА) ist ein leichter sowjetischer Lkw, der vom Gorkowski Awtomobilny Sawod (kurz GAZ) in den Jahren 1932 bis 1938 produziert wurde. Er wurde als zweitüriger Pick-up konzipiert und war mit mechanischen Bremsen an beiden Achsen ausgestattet. Unter der Bezeichnung GAZ-AAA wurde eine dreiachsige Variante des Fahrzeugs gebaut.

## Fahrzeuggeschichte

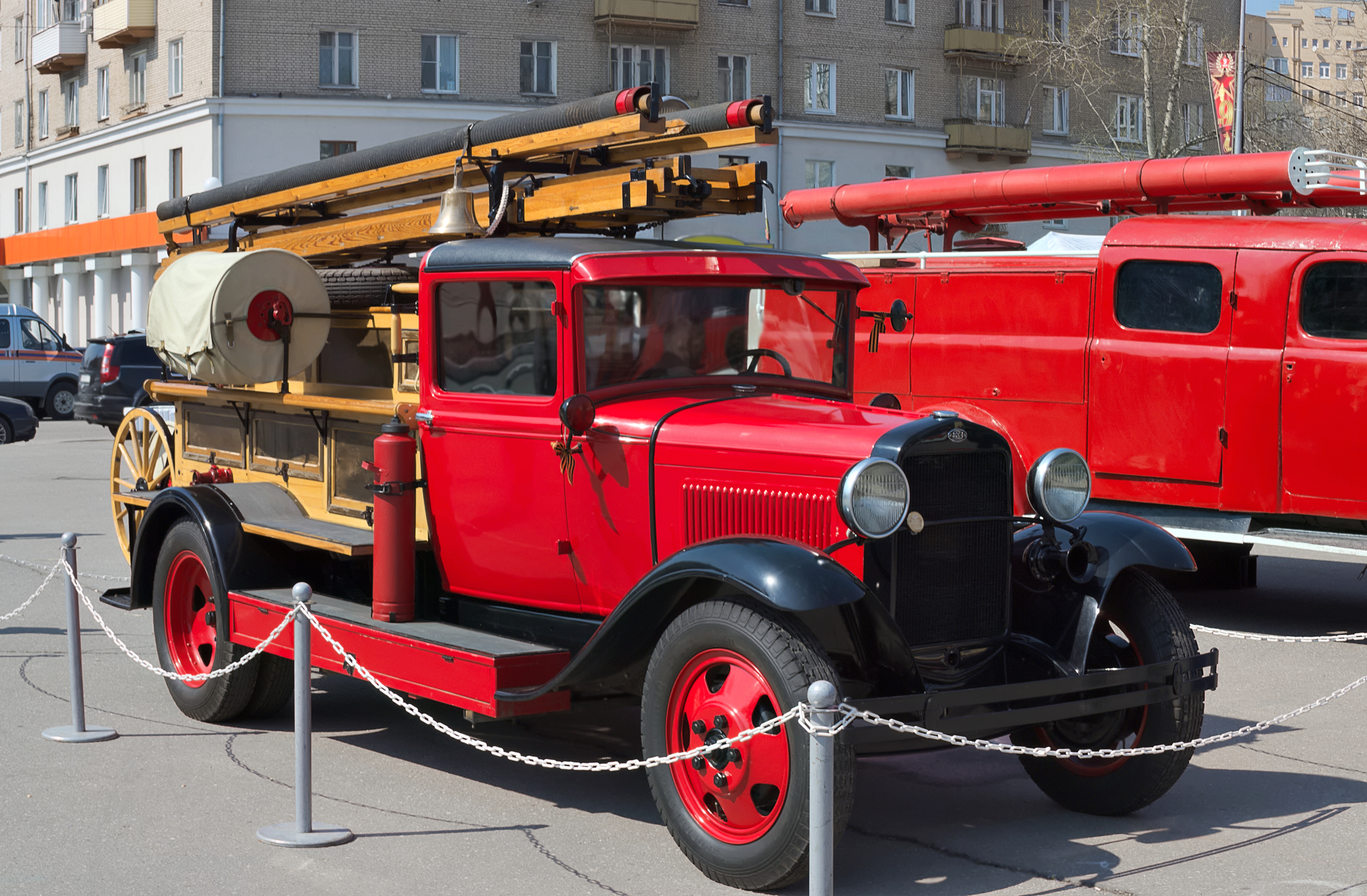
GAZ-AA als Feuerwehrfahrzeug PMG-1

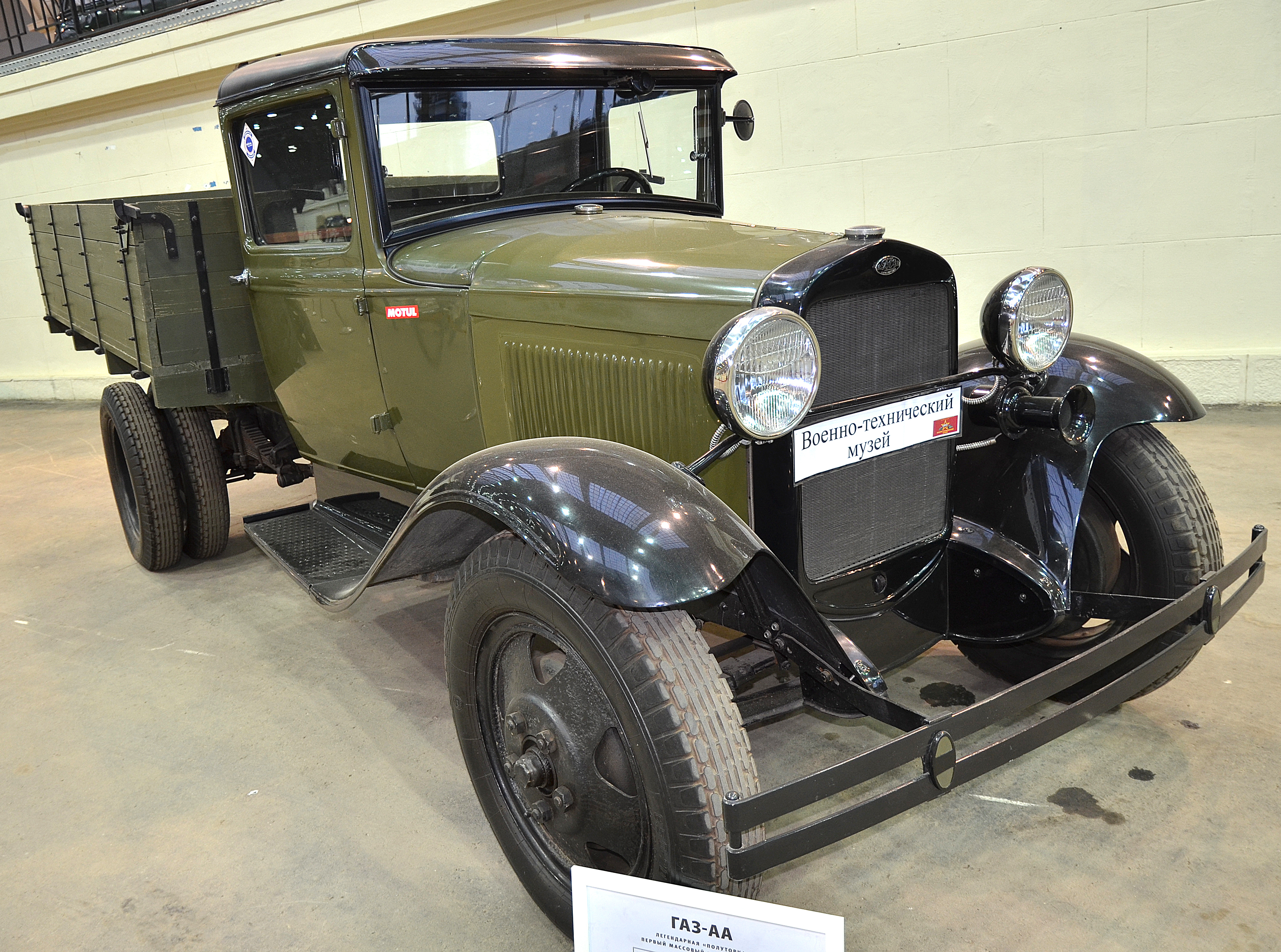
GAZ-AA in restauriertem Zustand

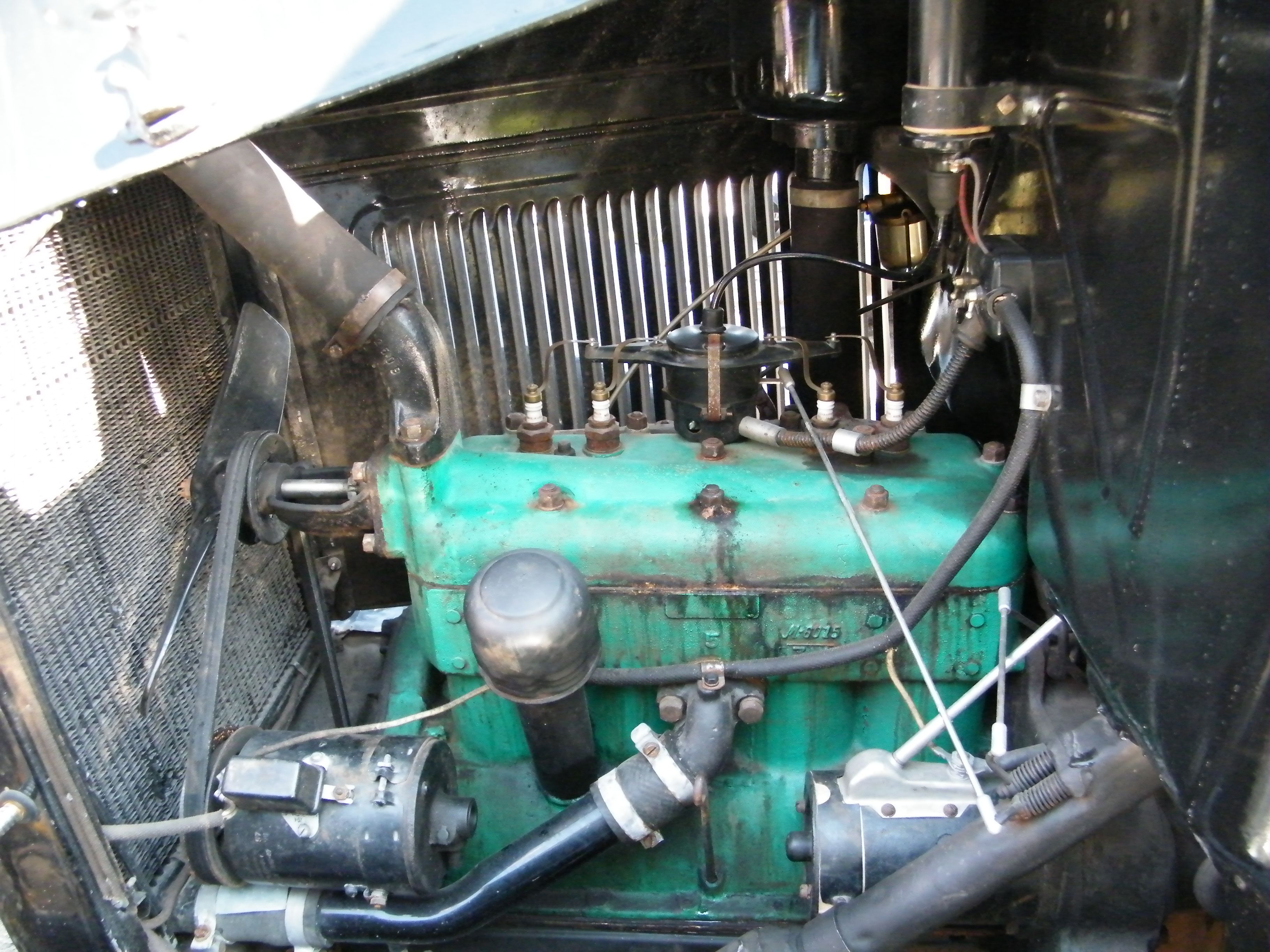
Blick in den Motorraum eines GAZ-AA

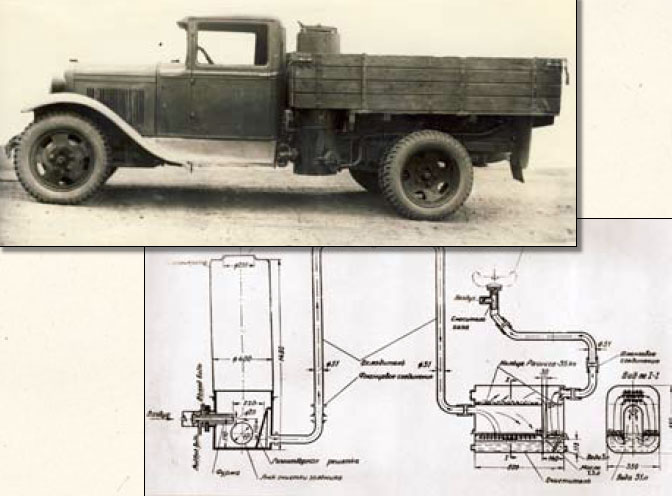
GAZ-42 mit Holzvergaser, Aufnahme zirka 1943

Bereits im Februar 1930 wurden im heutigen GAZ-Werk, welches damals noch Nischnegorodski Awtomobilny Sawod hieß, die ersten zehn Ford-AA-Lastwagen montiert, die Teile stammten noch aus den USA. Der erste selbst gefertigte Lastwagen NAZ-AA verließ die Fabrik am 29. Januar 1932. Diese Fahrzeuge wurden nach den Originalzeichnungen von Ford hergestellt.
Mit der Umbenennung von Nischni Nowgorod in Gorki im Oktober 1932 wurde auch das Automobilwerk umbenannt. Die Fahrzeuge wurden ab diesem Zeitpunkt als GAZ-AA ausgeliefert. Ende des Jahres wurden schon 60 Fahrzeuge pro Tag gefertigt.
Im Jahr 1938 gab es die einzige größere Überarbeitung am Modell. Der Motor wurde durch ein leistungsstärkeres Modell aus dem GAZ-M1 ersetzt. Das Ergebnis war der GAZ-MM, der noch bis circa 1950 in Serie gefertigt wurde. Dieser wird in der Literatur oftmals nicht als eigenes Modell gesehen, sondern als Ableger des GAZ-AA.
Der GAZ-AA/GAZ-MM war das erste wirklich in großen Stückzahlen gefertigte Automobil in der Sowjetunion. In allen Modellvarianten wurden 1.023.000 Exemplare gefertigt. Alleine die Rote Armee hatte mit Stand 1941 über 150.000 Stück in ihrem Bestand. Einige gingen im Zuge des Zweiten Weltkrieges auch an die Wehrmacht und wurden dort weitergenutzt. Zeitweilig waren über 65 % aller in der UdSSR hergestellten Automobile GAZ-AA.
Neben der Produktion in Gorki hatte auch das Gossudarstwenny Awtosprotschny Sawod imeni KIM (russisch Государственный автосборочный завод имени КИМ, deutsch Staatliches Automontagewerk names KIM), das spätere Moskwitsch-Werk, bereits von 1930 bis 1933 Bausätze des Ford Modell AA in Moskau montiert. Ab Dezember 1932 wurden GAZ-AA-Lastwagen aus Teilen von GAZ montiert, etwa 30 % der Produktion liefen durch das KIM-Werk. Im August 1933 wurde es GAZ administrativ unterstellt und blieb bis 1939 ein Zweigwerk des Unternehmens.

## Versionen
Der GAZ-AA beziehungsweise später der GAZ-MM waren Grundlage für eine ganze Palette von Fahrzeugen, die auf diesem Fahrgestell aufgebaut wurden. Teilweise wurde in der Serienproduktion bereits der leistungsgesteigerte Motor des GAZ-MM verwendet, obwohl die Fahrzeuge noch auf GAZ-AA-Basis konzipiert wurden.
- GAZ-AAA – die dreiachsige Version des GAZ-AA
- GAZ-S1 – Kipper mit 1,2 Tonnen Zuladung (1935–1940)
- GAZ-42 – Modell mit Holzgas als Antrieb (1939–1946)
- GAZ-44 – für den Betrieb mit Erdgas (1939)
- GAZ-60 – Halbkettenfahrzeug (1939–1941)
- GAZ-03-30 – ziviler Bus auf Basis des GAZ-AA
- PMG-1 und PMZ-1 – Feuerwehrfahrzeuge

## Technische Daten
- Motor: Vierzylinder-Ottomotor
- Hubraum: 3,285 l
- Leistung: 29,5 kW (40 PS)
- Tankinhalt: 40 l
- Reichweite: 215 km
- Getriebe: mechanisch, vier Vorwärtsgänge, ein Rückwärtsgang
- Höchstgeschwindigkeit: 70 km/h
- Sitzplätze: 2

Gewichte und Abmessungen
- Zuladung: 1500 kg
- Leergewicht: 1810 kg
- Zulässiges Gesamtgewicht: 3310 kg
- Länge: 5335 mm
- Breite: 1950 mm
- Höhe: 1970 mm
- Radstand: 3340 mm
- Bodenfreiheit: 200 mm
- Länge der Ladefläche: 2515 mm
- Spurweite (Vorderachse): 1405 mm